# Macrometopa calogaster
Macrometopa calogaster är en tvåvingeart som först beskrevs av Jacques-Marie-Frangile Bigot 1889.  Macrometopa calogaster ingår i släktet Macrometopa och familjen parasitflugor. Inga underarter finns listade i Catalogue of Life.